# قلقلک (فیلم ۱۹۹۷)
قلقلک (هندی: गुदगुदी) فیلمی هندی است که در سال ۱۹۹۷ منتشر شد. از بازیگران آن می‌توان به انوپم کهیر، جوگال هانسراج، و شاهرخ خان اشاره کرد.